# رهمانیا
رهمانیا (نام علمی: Rehmannia) نام یک سرده از تیره گل جالیزان است.